# Курилёнок, Нина Николаевна
Ни́на Никола́евна Курилёнок (1 марта 1934, с. Щелкуны, Виленское воеводство, Польша — 8 февраля 2023, Усвяты, Псковская область) — комбайнёр совхоза имени Ушакова Октябрьского района Тургайской области, Казахская ССР. Герой Социалистического Труда (1971).

## Биография
Родилась в 1934 году в крестьянской семье в селе Щелкуны (сегодня — Глубокский район Витебской области). С 1951 года трудилась дояркой совхоза «Яблонка» Глубокского района. В 1957 году по комсомольской путёвке отправилась на освоение целинных земель в Казахстан. С 1957 года работала поваром, штукатуром. Окончив курсы механизации, с 1965 года трудилась трактористкой-комбайнёром в совхозе имени Ушакова Октябрьского района. В 1968 году вступила в КПСС.
Досрочно выполнила задания Восьмой пятилетки (1966—1970) и собственные социалистические обязательства за четыре года, обработав на тракторе ДТ-54 6405 гектаров пахотной земли и перевыполнив план на 163 %. Собрала и обмолотила на тракторе СК-4 25810 центнеров зерновых на площади 3289 гектаров вместо запланированных 1150 гектаров. Указом Президиума Верховного Совета СССР «О присвоении звания Героя социалистического Труда передовикам сельского хозяйства Казахской ССР» от 8 апреля 1971 года за выдающиеся успехи, достигнутые в развитии сельскохозяйственного производства и выполнении пятилетнего плана продажи государству продуктов земледелия и животноводства удостоен звания Героя Социалистического Труда с вручением ордена Ленина и золотой медали «Серп и Молот».
В 1972 году была назначена бригадиром тракторно-полеводческой бригады № 4 совхоза имени Ушакова. Неоднократно участвовала во Всесоюзной выставке ВДНХ в Москве, где получила две бронзовые медали.
В 1986 году переехала в Псковскую область. С 1986 года — заведующая мастерской, мастер-наладчик в совхозе «Усвятский» Усвятского района.
В 1989 году вышла на пенсию. Проживала в поселке Усвяты Усвятского района Псковской области. Скончалась 8 февраля 2023 года.

## Награды
- Орден Ленина
- Орден Трудового Красного Знамени — дважды (19.04.1967; 24.12.1976)
- Орден Дружбы народов (19.02.1981)